# Trešnjevka – jug
Trešnjevka – jug – dzielnica Zagrzebia, stolicy Chorwacji. Zlokalizowana jest w południowo-zachodniej części miasta, ma 67 162 mieszkańców (rok 2001).
Dzielnica Trešnjevka – jug graniczy z następującymi dzielnicami: od północy – Trešnjevka – sjever, od wschodu – Trnje, od południa i południowego zachodu – Novi Zagreb – zapad, od północnego zachodu – Stenjevec.